# 高橋藍
高橋 藍（たかはし あい、1982年5月11日 - ）は、日本の元女性シュートボクサー。千葉県出身。シーザージム所属。元SB日本女子フライ級王者。
本職は講談社のグループ会社に勤務する編集者。スポーツ記事の執筆活動などではたかはし 藍（読み同じ）の表記も用いる。4人兄妹の長女（妹2人と弟1人がいる）。

## 来歴
2009年6月28日、ヤングシーザー杯TOKYO 2009でプロデビュー。岡加奈子と対戦し、3-0の判定勝ちを収めた。
2009年8月23日、Girls S-cup 2009に出場。1回戦で石岡沙織と対戦し、2度のダウンとシュートポイント1を奪われ、大差の判定負けを喫した。
2010年3月19日、JEWELS初参戦となったJEWELS 7th RINGでASAKOとシュートボクシングルールで対戦し、顎の負傷によるTKO勝ちを収めた。その後、JEWELS 8th RING、JEWELS 9th RINGとJEWELSに連続参戦し、3連勝を果たした。
2010年8月29日、Girls S-cup 2010に出場。1回戦でクリスティーナ・ジャルジェビック、準決勝でV一に判定勝ちを収めるも、決勝でRENAに判定負けを喫し、準優勝となった。
2010年11月23日、S-cup 2010でカリーナ・ハリナンと対戦し、3-0の判定勝ちを収めた。
2011年2月19日、SHOOT BOXING 2011 act.1 -SB166-でサーサ・ソーアリーと対戦し、2Rに2度目のダウンを奪ったところでレフェリーストップによるTKO勝ちを収めた。
2011年6月5日、13年ぶりに復活したSB日本レディース王座の王座決定戦でRENAと再び対戦、3Rから優位に試合を進め大差の判定で勝利し王座獲得。
2011年7月には8月19日の「Girls S-cup 2011」と11月23日の「RISE 85」の2大会において神村エリカと2連戦を行うことが発表されたが、その後スパーリング中に左眼窩底骨折を負い2連戦が消滅、長期欠場に入る。
長期欠場明けの2012年2月5日、SHOOT BOXING2012～Road to S-cup～act.1で魅津希と対戦するが延長の末0-3の判定負けを喫する。
2012年6月3日にはGirls S-cup -53.5kgトーナメント1回戦でSB初参戦の神風莉央を3-0の判定で退ける。そして8月25日のGirls S-cup 2012でのトーナメント決勝で再び魅津希と対戦。大会前日に保持していたSB日本女子フライ級のベルトを返上して臨んだが、またしても延長の末に判定0-3で敗れ、雪辱はならなかった。
2013年11月16日、吉田実代に判定勝利。
2014年6月22日、陣内まどかに延長の末判定勝利。
2015年4月18日、谷山佳菜子に判定勝利。
2015年12月1日、引退試合の相手として、これまで3度対戦して全て敗れている魅津希を高橋が自ら希望。2-1の判定による魅津希からの初勝利で現役生活にピリオドを打った。
現役引退後の現在は実用書編集者として活動している。また、親交のある女子ボクシング世界5階級制覇王者の藤岡奈穂子のセコンドとしても活動している。
2022年9月にアメリカ・カリフォルニア州オレンジカウンティで藤岡と同性婚をしており、2024年末には東京都の「パートナーシップ宣誓制度」の手続きも行った。

## 戦績
| キックボクシング 戦績 | キックボクシング 戦績 | キックボクシング 戦績 | キックボクシング 戦績 | キックボクシング 戦績 | キックボクシング 戦績 | キックボクシング 戦績 |
| --------------------- | --------------------- | --------------------- | --------------------- | --------------------- | --------------------- | --------------------- |
| 31 試合               | (T)KO                 | 判定                  | その他                | 引き分け              | 無効試合              |                       |
| 26 勝                 | 12                    | 14                    | 0                     | 0                     | 0                     |                       |
| 5 敗                  | 0                     | 5                     | 0                     | 0                     | 0                     |                       |

| 勝敗 | 対戦相手                             | 試合結果                                      | 大会名 | 開催年月日     |
| ○    | 魅津希                               | 3分3R 判定2-1                                 | SHOOT BOXING 30th ANNIVERSARY “GROUND ZERO TOKYO 2015”                                                                          | 2015年12月1日  |
| ○    | ペッチョンプー・グランタイボクシング | 2R 2:45 TKO（レフェリーストップ）             | SHOOT BOXING2015～SB30th Anniversary～ act.4                                                                                    | 2015年9月19日  |
| ○    | ホーングトーン・リヤンパサー         | 3分3R終了 判定3-0                             | SHOOT BOXING Girls S-cup 2015                                                                                                   | 2015年8月21日  |
| ○    | 法DATE                               | 3分3R終了 判定2-0                             | SHOOT BOXING 2015～SB30th Anniversary～ act.3                                                                                   | 2015年6月21日  |
| ○    | 谷山佳菜子                           | 3分3R終了 判定3-0                             | SHOOT BOXING2015～SB30th Anniversary～ act.2                                                                                    | 2015年4月18日  |
| ○    | ノーンエーム・トー.ウィタヤー        | 2R 0:35 KO（ヒザ蹴り）                        | SHOOT BOXING Girls S-cup2014 | 2014年8月2日   |
| ○    | 陣内まどか                           | 3分3R+延長1R終了 判定2-1                      | J-GIRLS 2014 ～The shining wild angels～ 2nd                                                                                    | 2014年6月22日  |
| ○    | 菊川松熊                             | 1R 2:04 TKO（右ストレート）                   | SHOOT BOXING2014 act.2～BONDS 絆～                                                                                              | 2014年4月18日  |
| ○    | 吉田実代                             | 3分3R終了 判定3-0                             | ～SHOOT BOXING BATTLE SUMMIT～GROUND ZERO TOKYO 2013                                                                            | 2013年11月16日 |
| ×    | 魅津希                               | 2分3R終了 判定0-3                             | シュートボクシング「～ツヨカワGirls真夏の祭典～SHOOT BOXING Girls S-cup2013日本トーナメント」 【Girls S-cup バンタム級 決勝】   | 2013年8月3日   |
| ○    | 神風莉央                             | 2分3R終了+延長R終了 判定3-0                   | シュートボクシング「～ツヨカワGirls真夏の祭典～SHOOT BOXING Girls S-cup2013日本トーナメント」 【Girls S-cup バンタム級 準決勝】 | 2013年8月3日   |
| ○    | チェン・ウェイ・ティン               | 2R 1:25 スタンディングフロントチョーク        | シュートボクシング「～ツヨカワGirls真夏の祭典～SHOOT BOXING Girls S-cup2013日本トーナメント」 【Girls S-cup バンタム級 1回戦】  | 2013年8月3日   |
| ○    | キム・ユリ                           | 1R 2:12 スタンディングフロントチョーク        | SHOOT BOXING2013 act.3 | 2013年6月23日  |
| ○    | チャン・ミ・ジョン                   | 3R 1:41 TKO                                   | SHOOT BOXING2013 act.1 | 2013年2月22日  |
| ○    | いつか                               | 3R 1:30 KO                                    | RISE/M-1MC ～INFINITY～ | 2012年12月2日  |
| ×    | 魅津希                               | 3分5R+延長R終了 判定0-3                       | シュートボクシング「～ツヨカワGirls真夏の祭典～ SHOOT BOXING WORLD TOURNAMENT Girls S-cup 2012」 【Girls S-cup -53.5 決勝】     | 2012年8月25日  |
| ○    | 神風莉央                             | 3分3R終了 判定3-0                             | SHOOT BOXING2012～Road to S-cup～act.3」 【Girls S-cup -53.5 1回戦】                                                            | 2012年6月3日   |
| ×    | 魅津希                               | 3分3R+延長R終了 判定0-3                       | SHOOT BOXING 2012 ～Road to S-cup～ act.1 54.0kg契約 エキスパートクラス特別ルール 3分3R無制限延長R                              | 2012年2月5日   |
| ○    | RENA                                 | 3分5R終了 判定3-0                             | SHOOT BOXING 2011 act.3 -SB169- 【SB日本レディース王座決定戦】                                                                  | 2011年6月5日   |
| ○    | 藤野恵実                             | 1R 1:17 TKO（セコンドからのタオル投入）       | 東北地方太平洋沖地震復興チャリティーイベント SHOOT BOXING 2011 act.2 -SB168-                                                    | 2011年4月23日  |
| ○    | サーサ・ソーアリー                   | 2R 2:55 TKO（レフェリーストップ）             | SHOOT BOXING 2011 act.1 -SB166-                                                                                                 | 2011年2月19日  |
| ○    | カリーナ・ハリナン                   | 2分3R終了 判定3-0                             | SHOOT BOXING WORLD TOURNAMENT S-cup 2010                                                                                        | 2010年11月23日 |
| ×    | RENA                                 | 2分3R+再延長R終了 判定0-3                     | SHOOT BOXING WORLD TOURNAMENT Girls S-cup 2010 【Girls S-cup 2010 決勝】                                                        | 2010年8月29日  |
| ○    | V一                                  | 2分3R+延長R終了 判定3-0                       | SHOOT BOXING WORLD TOURNAMENT Girls S-cup 2010 【Girls S-cup 2010 準決勝】                                                      | 2010年8月29日  |
| ○    | クリスティーナ・ジャルジェビック     | 2分3R終了 判定3-0                             | SHOOT BOXING WORLD TOURNAMENT Girls S-cup 2010 【Girls S-cup 2010 1回戦】                                                       | 2010年8月29日  |
| ○    | エミNFC                              | 3R 1:19 TKO（レフェリーストップ：パンチ連打） | JEWELS 9th RING 【シュートボクシング公式ルール】                                                                                | 2010年7月31日  |
| ○    | 大石ゆきの                           | 2分3R終了 判定3-0                             | JEWELS 8th RING 【シュートボクシング公式ルール】                                                                                | 2010年5月23日  |
| ○    | ASAKO                                | 2R 1:08 TKO（レフェリーストップ：顎の負傷）   | JEWELS 7th RING 【シュートボクシング公式ルール】                                                                                | 2010年3月19日  |
| ○    | HARUMI                               | 2R 2:51 TKO（レフェリーストップ：膝蹴り）     | SHOOT BOXING 2009 武志道-bushido- 其の伍                                                                                        | 2009年11月18日 |
| ×    | 石岡沙織                             | 2分3R終了 判定0-3                             | SHOOT BOXING GIRLS TOURNAMENT Girls S-cup 2009 【Girls S-cup 2009 1回戦】                                                       | 2009年8月23日  |
| ○    | 岡加奈子                             | 2分3R+延長R終了 判定3-0                       | シュートボクシング「ヤングシーザー杯 TOKYO 2009」                                                                               | 2009年6月28日  |

## 獲得タイトル
- 第6代SB日本女子フライ級王座

## 入場テーマ曲
- アイアイ